# Mauro Máximo de Jesús
Mauro Máximo de Jesús (Aculco, 13 de febrero de 1957) es un deportista mexicano que compitió en atletismo adaptado. Ganó siete medallas en los Juegos Paralímpicos de Verano entre los años 1996 y 2012.

## Palmarés internacional
| Juegos Paralímpicos | Juegos Paralímpicos      | Juegos Paralímpicos | Juegos Paralímpicos |
| Año                 | Lugar                    | Medalla             | Prueba              |
| ------------------- | ------------------------ | ------------------- | ------------------- |
| 1996                | Atlanta (Estados Unidos) | Medalla de bronce   | Peso F52            |
| 2000                | Sídney (Australia)       | Medalla de plata    | Jabalina F53        |
| 2000                | Sídney (Australia)       | Medalla de plata    | Peso F53            |
| 2004                | Atenas (Grecia)          | Medalla de oro      | Peso F53            |
| 2008                | Pekín (China)            | Medalla de oro      | Peso F53/54         |
| 2012                | Londres (Reino Unido)    | Medalla de plata    | Peso F52/53         |
| 2012                | Londres (Reino Unido)    | Medalla de bronce   | Jabalina F52/53     |